# 太行印象
《太行印象》為劉文金於1964年所作的國樂合奏曲。

## 樂曲結構
《太行印象》由慢板、快板、慢版三大段組成。
1. 第1段抒情的慢板
由雲鑼敲響序幕，古箏及揚琴的引子帶進笛子獨奏的旋律，笛子的小顫音、氣變音以及降si的使用表現出了山西民歌的特色，這一段只以笙而不加入中低音的伴奏，造成秀麗飄緲的效果。經過過門，進入由二胡齊奏來表現的慢版主要旋律：作者把簡單的旋律經過變奏、加花，以及四拍子與五拍子的配合，作出了二大段讓人覺得似是同一主題、卻又變化無窮的旋律，淳厚的二胡音色、深情的樂句起伏，讓人好似身處在山高水深、民風淳樸的山西，而彈撥樂器十六分音符的副旋律，以及後段柳琴的加入主旋律，使得音樂更加豐富且具流動性；旋律由曲笛與彈撥樂器，再加入胡琴，漸強帶出嗩吶演奏主旋律的高潮。在二胡小段旋律的再現之後，最後再由笛子回到前段的旋律，並由彈撥樂器、二胡、低音樂器結束。
2. 第2段快板
為一連串主題音樂的快速進行，以彈撥樂器的特色的「點」為骨幹，連接各個主題。小快版加速到很快的快版，帶起一連串高潮。快板依照音樂風格及調性可分為3段：
  1. 低音樂器及二胡的撥奏之後，主題旋律由彈撥樂器奏出，吹管樂器與打擊樂器支持，營造旋律中的熱烈歡呼，接著旋律轉入低音，增加厚重感，最後再由輕快有力的嗩吶結束。
  2. 在彈撥四連音的過門以及緩緩加速之下展開，經過笙與低音的開展，進入了嗩吶較雄壯的部分，其旋律為第1段慢版主旋律以增長，以及彈撥、低音及定音鼓的重音伴奏，營造雄壯與跳動感，最後在箏、雲鑼及整個樂團的強奏結束。
  3. F大調是全曲中旋律及風格較特別的一段：羽調式加上五度音程及三度音程，以呈現更加有力直接的情緒。二胡首先拉出一段帶來緊張之感的斷奏旋律，笛子的伴奏旋律也配合製造這種氣氛，最後帶出快版最高潮的嗩吶旋律，這一小段充分發揮嗩吶善於各種滑音的特色，讓人感到歡快、粗獷，又具鄉土風味（古帛版的並帶俏皮），敲擊樂伴奏為其增添不少色彩。嗩吶旋律之後，由彈撥的快速四連音把音量情緒發緩結束。
3. 第3段慢板
慢版的旋律以最前面的梆笛獨奏但具有深遠高峻感覺的旋律為主軸，這個旋律構成了慢板中的山峰及山腰，山谷的兩種旋律為前面慢版胡琴旋律的改編，以及小快板彈撥旋律的放慢及換音（指下2、6小段）。以這3種旋律交錯配合。整個慢版依力度大小由強、中弱、強、最強、中強、強6部分所組成。主旋律基本上速度慢、音長，3、5段以短音作出較為流動舒緩的感覺，使其不致於一直繃緊：
  1. 以第1段的兩句作為序奏，揭示此段主題，在力度強大的主旋律下及長音之下，彈撥以四連音、五連音、三連音等增加樂曲的氣勢。
  2. 長音漸弱，笛與柳琴主奏柔和的旋律，緩和前段熱烈的氣氛，然後二胡、中音嗩吶加入，給予一層厚實的溫暖感。
  3. 在漸強中，嗩吶帶領的序奏旋律以流動性的旋律再現，低音的副旋律使人有峰迴路轉的感覺，在擊樂的醞釀之下，樂曲力度逐漸加強。
  4. 全曲高潮部分：雲鑼與嗩吶連綿的高音，給予高處的起伏感。
  5. 較流動的樂句，力度稍弱，造成強弱對比的張力。
  6. 柳琴、笛子清新亮麗的樂聲之中，似乎在描寫艱辛努力之後看到的光明景象。
4. 全曲最後在熱烈的氣氛中結束。